# Hans-Joachim Friedländer
Hans-Joachim Friedländer (* 17. Juni 1915 in Kolberg (Pommern); † 14. Februar 2005) war ein deutscher Politiker der DDR-Blockpartei DBD. Er war von 1950 bis 1952 Abgeordneter des Landtages Mecklenburg, anschließend Abgeordneter des Bezirkstages Schwerin und bekleidete mehrere Funktionen in seiner Partei.

## Leben
Friedländer, Sohn eines Rittergutsbesitzers, der während der Weimarer Republik dem nationalkonservativen Lager angehörte, besuchte das Gymnasium und die Handelsschule. Nach einer landwirtschaftlichen Ausbildung 1936/37 wurde er Landwirtschaftsgehilfe. Von 1937 bis 1939 leistete er Wehrdienst und dann Kriegsdienst in der Wehrmacht. Im Jahr 1940 wurde er als „Halbjude“ für wehrunwürdig erklärt und ausgemustert. Er übernahm von 1940 bis 1944 die Verwaltung des väterlichen Gutsbetriebes. Im November 1944 wurde er verhaftet und verblieb bis April 1945 in einem Arbeitslager.
Nach dem Zweiten Weltkrieg wurde er nach Levetzow in die Sowjetische Besatzungszone umgesiedelt. Er wurde Neubauer und schloss sich im November 1945 zunächst der SPD und 1946 der SED an. Im Jahr 1946 wurde er Mitglied der VdgB und im Juli 1947 Vorsitzender des VdgB-Kreisvorstandes Wismar. Er gehörte im April 1948 mit Ernst Goldenbaum zu den Gründern der Demokratischen Bauernpartei Deutschlands (DBD) in Mecklenburg und wurde 1949 Mitglied des DBD-Landesvorstandes Mecklenburg und des Sekretariats des Landesvorstandes. Von 1950 bis 1952 gehörte er als Mitglied dem Landtag von Mecklenburg-Vorpommern an und war Vorsitzender der DBD-Fraktion. Gleichzeitig war er von 1950 bis 1954 Abgeordneter der Länderkammer der DDR. Nach Auflösung der Länder war er von 1952 bis 1976 Abgeordneter des Bezirkstages Schwerin und von 1952 bis 1990 Mitglied des DBD-Bezirksvorstandes Schwerin.
Von 1958 bis 1963 fungierte er als Stellvertreter des Vorsitzenden des Rates des Bezirkes Schwerin, verantwortlich für Landwirtschaft. Anschließend war er 1963/64 stellvertretender Vorsitzender und von 1964 bis 1971 Vorsitzender des DBD-Bezirksvorstandes Schwerin (Nachfolger von Heinz Heinrich). Von 1968 bis 1972 war er Mitglied des DBD-Parteivorstandes und von 1972 bis 1990 Vorsitzender der Zentralen Revisionskommission der DBD.
Den Anschluss der DBD an die CDU im Jahre 1990 vollzog er nicht mit.

## Auszeichnungen
- 1965 Erinnerungsmedaille 20. Jahrestag der Bodenreform – demokratische Bodenreform
- 1985 Vaterländischer Verdienstorden in Gold